# Ángel Villoldo
Ángel Gregorio Villoldo Arroyo (* 16. Februar 1861 in Buenos Aires; † 14. Oktober 1919 ebenda) war ein argentinischer Tangokomponist und -dichter.

## Leben
Villoldo verdiente seinen Lebensunterhalt mit den unterschiedlichsten Tätigkeiten. Er arbeitete u. a. als Typograph, als Zirkusclown und als Cuarteador (der mit einem zusätzlichen Pferd festgefahrene Kutschen aus dem Schlamm zog oder bei der Fahrt steil bergauf unterstützte). Schon früh zeigte er musikalische Begabung und spielte Klavier und Gitarre, Mundharmonika und Geige. Er trat im Zirkus Rafetto als Schauspieler auf, schrieb einige Stücke für das Teatro Roma und veröffentlichte Gedichte und Prosatexte in Zeitschriften seiner Zeit wie Caras y caretas, Fray Mocho und P.B.T. Als Sänger begleitete er sich selbst auf der Gitarre. Bei Labels wie  Victor, Columbia und Odeon nahm er Criollas, Cómicas und Tangos auf, teils im Duo mit Lola Membrives und José María Silva. Mit Alfredo Eusebio Gobbi und dessen Frau, den Eltern das Tangogeigers Alfredo Gobbi, reiste er für Plattenaufnahmen 1907 nach Frankreich.
Als Komponist trat Villoldo mit Marchas, Maxixas, Lanceros, Mazurcas, Jotas, Milongas, Estilos und Canciones criollas wie Arrimate vida mía, Despedida, La promesa, Decime que sí, Pobre cariñito mío, No vayas a arrepentirte, Cariño gaucho, Alborada campera, Brisas camperas, Pasionarias, Lo que io quiero, La culpa vos la tuviste, Beso criollo, La criollita del pago, Recuerdos de mis pagos, A Saravia, Mentira und Cantar eterno hervor. Der letztere Titel wurde 1917 vom Duo Gardel-Razzano aufgenommen. 1889 veröffentlichte er eine Sammlung von Cantos Criollos mit eigenen Texten, zum 100. Jahrestag der Unabhängigkeit Argentiniens 1916 eine Sammlung argentinischer Volksweisen. 1917 erschien bei Casa America sein Gitarrenlehrbuch, in dem er eine neue Lehrmethode mit Symbolen, genannt Método América, vorstellte.
Den ersten seiner mehr als 60 Tangos, El Porteñito, komponierte Villoldo 1903. Herausragend unter seinen Tangokompositionen sind El torito, Cuidado con los 50, Una fija, Yunta brava, El cachorrito, Pineral, El pimpollo, Trigo limpio, La bicicleta und vor allem der legendäre El Choclo. Texte schrieb er u. a. für La morocha von Enrique Saborido, El trece von Alberico Spatola, El entrerriano von Rosendo Mendizábal und Apolo von Alfredo Bevilacqua, die von Sängern wie Dora Miramar, Linda Thelma, Flora Rodríguez de Gobbi, Lea Conti und Pepita Avellaneda interpretiert wurden.

## Tangos
- „A la ciudad de Londres“
- „Amame Mucho“
- „Bolada de aficionado“
- „Brisas rosarinas“
- „Calandria“
- „Chiflale que va a venir“
- „Chinito“
- „Cuerpo de alambre“
- „Cuidado con los 50“
- „De farra en el cabaret“
- „Don Pedro (homage to composer Pietro Mascagni)“
- „El argentino“
- „El bohemio“
- „El cachorrito“
- „El cebollero“
- „El chichón“
- „El Choclo“
- „El distinguido“
- „El esquinazo“
- „El farrista“
- „El fogonazo“
- „El fogonazo“
- „El gavilán“
- „El ñato Romero“
- „El pechador“
- „El pimpollo“
- „El pinchazo“
- „El porteñito“
- „El presumido“
- „El tango de la muerte“
- „El torito“
- „La bicicleta“
- „La budinera“
- „La caprichosa“
- „La modernista“
- „La morocha (lyrics), music by Enrique Saborido“
- „La paloma“
- „La pipeta“
- „La prigueña“
- „Las tocayas“
- „Mi ñatita“
- „Miramar“
- „Muy de la bombonera“
- „Pamperito“
- „Papita pa'l loro“
- „Petit salón“
- „Pineral“
- „Prendete del brazo nena“
- „Ricotona“
- „Sacame una película gordito“
- „Soy tremendo“
- „Tan delicado el niño“
- „Tan rica la ñata“
- „Te la di chanta“
- „Trigo limpio“
- „Un mozo bien“
- „Una fija“
- „Vas a vivir mucho“
- „Yunta brava“
- „¡Qué Pamplina!“
- „¿Qué hacés Chamberguito?“
- „¡cuidado con los cincuenta!“